# رادو وینا
رادو وینا (انگلیسی: Radu Voina؛ زادهٔ ۲۹ ژوئیهٔ ۱۹۵۰) بازیکن هندبال اهل رومانی است.